# Elzent
De Elzent (of Den Elzent) is een villawijk gelegen binnen de ring van Eindhoven. Op 1 januari 2023 telde de buurt 1.415 inwoners, verdeeld over 720 woningen, op een oppervlakte van 0,35 km².
De wijk Elzent is opgesplitst in twee buurten; Elzent-Noord en Elzent-Zuid. De buurt Elzent-Noord ligt in het stadsdeel Stratum, maar maakt deel uit van het postcodegebied Eindhoven Centrum. Elzent-Zuid ligt eveneens in stadsdeel Stratum, maar wordt daarentegen gerekend tot het postcodegebied Rapelenburg (Oud-Gestel). 
De naam Elzent verwijst naar namen die in dit deel van Stratum voorkwamen in de 15e, 16e en 17e eeuw, zoals Elshout, d’ Elscot, Elssaet, Elssende. Alle namen met "els" duiden op aanwezigheid van elzen of elzenstruiken.

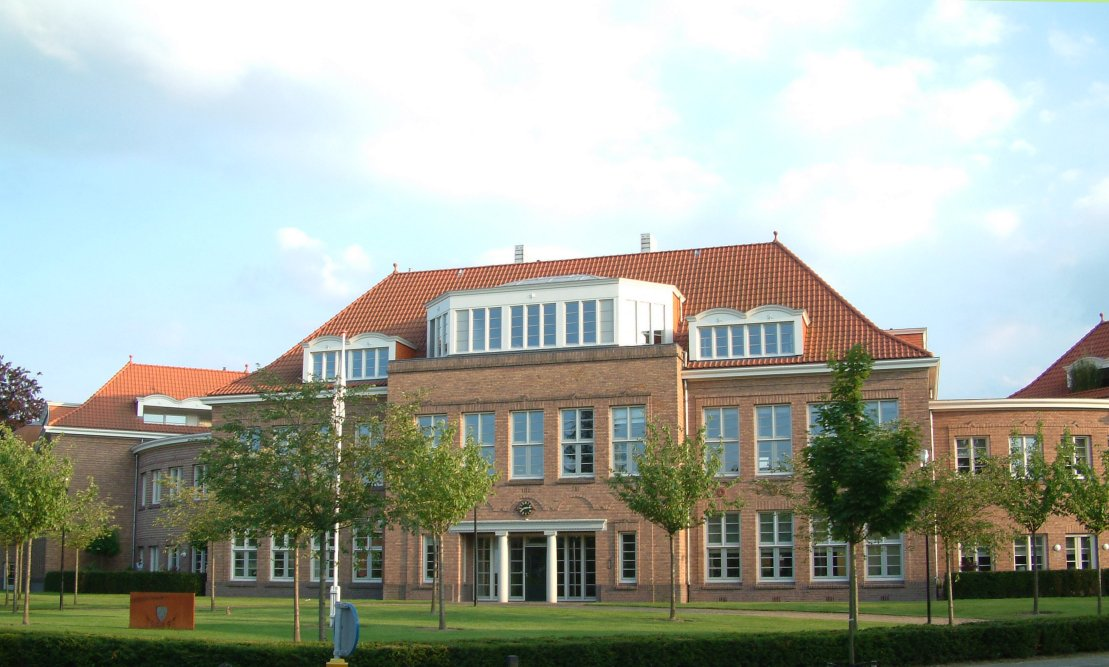
Gebouw Den Elzent, aan de Elzentlaan in Eindhoven

De buurt ligt in de wijk Oud-Stratum die bestaat uit de volgende buurten:
- Elzent-Noord
- Elzent-Zuid
- Irisbuurt
- Rochusbuurt
- Tuindorp (Witte Dorp)
- Joriskwartier (Heistraat)
- Bloemenplein
- Looiakkers

## Foto's

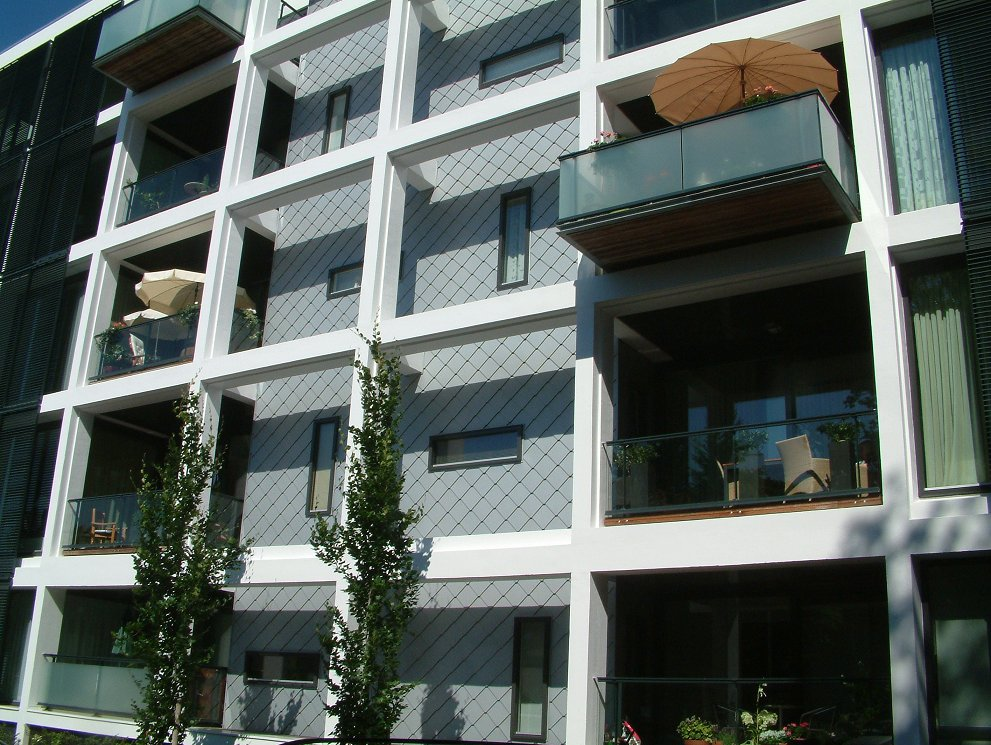
Moderne appartementen aan de Tesselschadelaan
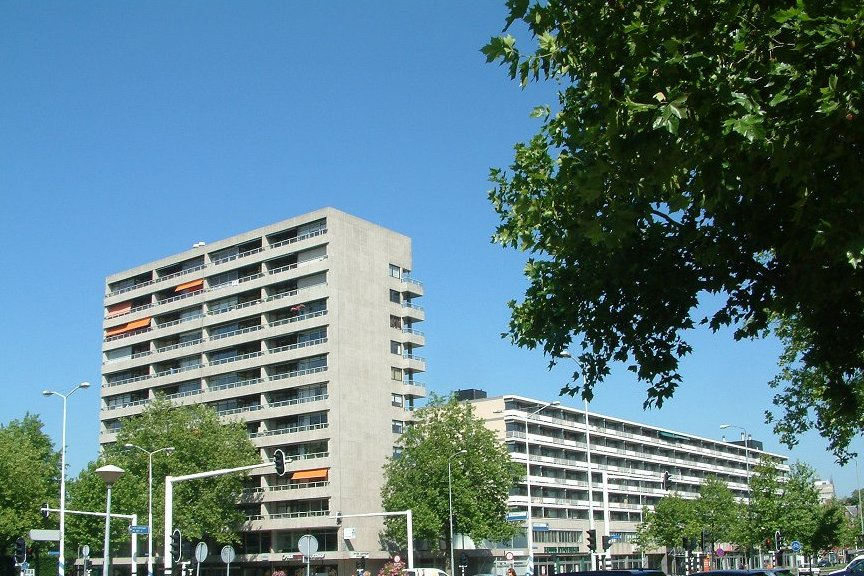
flats Bomanshof op de hoek Stratumsedijk/Elzentlaan